# Somló Volán
Pour les articles homonymes, voir Somló.
Somló Volán ([ˈʃomloː ˈvolaːn]) est une compagnie de bus d'État hongroise desservant Ajka, Tapolca, Sümeg, Devecser, Badacsonytomaj et le sud du comitat de Veszprém. En janvier 2015, elle a fusionné ainsi que d'autres compagnies dans le ÉNYKK.